# Short Dog's in the House
Short Dog's in the House — третій студійний альбом американського репера Too Short, виданий лейблом Jive Records 1 серпня 1990 р. На цензурованій версії релізу дві пісні відсутні, всю ненормативну лексику вирізано.
На касеті тривалість композиції «The Ghetto»: 5:58. Пісня містить уривок з треку «Die Nigga» гурту Last Poets, який можна почути після четвертого куплету виконавця. «Dead or Alive» — відповідь на чутки ніби репера вбили пострілом у голову в наркопритоні.

## Список пісень
| #   | Назва                                                | Продюсер(и)                                | Тривалість |
| --- | ---------------------------------------------------- | ------------------------------------------ | ---------- |
| 1.  | «Short Dog's in the House»                           | Too Short та Pierre «The Beat Fixer» James | 6:02       |
| 2.  | «It's Your Life»                                     | Too Short та Keenan «The Maestro» Foster   | 4:48       |
| 3.  | «The Ghetto»                                         | Too Short та Al Eaton                      | 5:59       |
| 4.  | «Short But Funky»                                    | Too Short та Keenan «The Maestro» Foster   | 4:13       |
| 5.  | «In the Oaktown»                                     | Too Short та Al Eaton                      | 4:38       |
| 6.  | «Dead or Alive»                                      | Too Short                                  | 5:46       |
| 7.  | «Punk Bitch»                                         | Too Short та Al Eaton                      | 6:01       |
| 8.  | «Ain't Nothin' But a Word to Me» (з участю Ice Cube) | Sir Jinx                                   | 4:48       |
| 9.  | «Hard on the Boulevard»                              | Too Short                                  | 6:24       |
| 10. | «Pimpology»                                          | Too Short                                  | 6:07       |
| 11. | «Paula & Janet»                                      | DJ Pooh                                    | 2:37       |
| 12. | «Rap Like Me»                                        | Too Short та Pierre «The Beat Fixer» James | 7:38       |
| 13. | «The Ghetto» (Reprise)                               | Too Short та Al Eaton                      | 5:35       |

## Семпли
- «Dead or Alive»
  - «Aqua Boogie (A Psychoalphadiscobetabioaquadoloop)» у вик. Parliament
- «Hard on the Boulevard»
  - «Fopp» у вик. Ohio Players
- «Short but Funky»
  - «High» Skyy
- «It's Your Life»
  - «Dr. Funkenstein» у вик. Parliament
- «Paula & Janet»
  - «Sister Sanctified» у вик. Стенлі Террентайна
  - «Take the Money and Run» у вик. Steve Miller Band
- «The Ghetto»
  - «The Ghetto» у вик. Донні Гетевея

## Чартові позиції

### Альбому
| Чарт                      | Найвища позиція |
| ------------------------- | --------------- |
| США                       | 20              |
| US Top R&B/Hip-Hop Albums | 3               |

### Синглів
Short but Funky
| Чарт                                | Найвища позиція |
| ----------------------------------- | --------------- |
| US Hot Rap Singles                  | 14              |
| US Hot R&B/Hip-Hop Singles & Tracks | 36              |

The Ghetto
| Чарт                                  | Найвища позиція |
| ------------------------------------- | --------------- |
| США                                   | 42              |
| US Hot Dance Music/Maxi-Singles Sales | 23              |
| US Hot Rap Singles                    | 3               |
| US Hot R&B/Hip-Hop Singles & Tracks   | 12              |